# 朝岡茂
朝岡 茂（あさおか しげる、1936年3月27日 - 1984年12月30日）は、日本の牧師。京城（現在の韓国ソウル特別市）生まれ。
妻は、日本クリスチャン・カレッジ（現在の東京基督教大学）の同級生で安藤仲市の娘・満喜子である。朝岡の没後、東京キリスト教学園の女子寮の舎監を勤めた。次男は牧師。長女と次女は牧師の妻。

## 生涯
- 日本クリスチャン・カレッジ（現在の東京基督教大学）卒業
- 日本同盟基督教団副理事長
- 土浦めぐみ教会牧師
- 東京キリスト教学園理事
- 東京基督教短期大学講師

## 著書
- 「ピリピ人への手紙」（新聖書講解シリーズ）、いのちのことば社、1982年
- 共著『新聖書辞典』、いのちのことば社、1985年

| スタブアイコン | サブスタブ | この項目は、まだ閲覧者の調べものの参照としては役立たない、人物に関連した書きかけの項目です。この項目を加筆・訂正などしてくださる協力者を求めています（P:人物伝/PJ:人物伝）。 |